# Fjällkåpa
Fjällkåpa eller fjälldaggkåpa (Alchemilla alpina) är en art i släktet daggkåpor.
Fjällkåpan finns i fjälltrakterna, särskilt i kalkfattig jord. Den förekommer också nedanför fjällen, ända ner till Västsverige. Den odlas ibland i stenpartier.